# Victor-Joseph Roux-Champion
 (février 2025).
Joseph Victor Roux dit Victor-Joseph Roux-Champion, né le 30 septembre 1871 à Chaumont (Haute-Marne) et mort le 7 décembre 1953 à Vars, est un artiste peintre, graveur, céramiste et illustrateur français.

## Biographie
En 1890, Joseph Victor Roux s'installe à Paris pour étudier le dessin et la peinture, d'abord à l'Académie Colarossi, puis, dans la classe de William Bouguereau, à l'Académie Julian. Il suit par ailleurs des cours de gravure dans l'atelier d'Auguste et Eugène Delâtre, qui seront ses premiers éditeurs/tireurs. Il prend pour nom d'artiste « Victor-Joseph Roux-Champion » à partir de 1895 ; il signe ses productions « V.-J. Roux-Champion ». Il passe ensuite trois années dans l'atelier de Gustave Moreau, à l'école des Beaux-Arts de Paris. Il se lie d'amitié avec Albert Marquet, Matisse et Rouault.
C'est durant un séjour en Bretagne en 1896, parti sur les traces de Paul Gauguin à Pont-Aven, qu'il se lance dans l'exploration des techniques de la gravure, en compagnie de Charles Cottet, ce dernier expérimente avec lui des supports comme le bois et le zinc.
Il expose au Salon des artistes français en 1896 et 1897, des peintures de genre. L'année suivante il expose au salon de la Société nationale des beaux-arts, et ce, régulièrement, jusque dans les années 1920, d'abord des aquarelles, puis, à partir de 1901, des eaux-fortes en couleurs, sans toutefois renoncer à la peinture. En 1914, il présente à ce même salon, une série de céramiques. 
En 1904, il est membre fondateur de la Société de la gravure originale en couleurs avec Jean-François Raffaëlli, et se lance dans la production de gravure sur vernis mou.
En 1908, il est à Cagnes, et travaille aux côtés de Renoir, gravant avec lui des planches.
Après guerre, il expose au Salon des indépendants et au Salon des artistes décorateurs, des aquarelles et des grès rustiques ; il est représenté par la galerie d'art André, située 3 rue des Saints-Pères (Paris 6e),. En 1924, il rejoint le groupe « Partisans, une coopérative artistique et littéraire résolument internationaliste », dans laquelle on trouve Albert Decaris, Kenzō Okada, Lucien Pissarro et Maurice Savin.
Durant les dernières années de sa vie, il se retire à Pressigny.

## Œuvre

### Conservation
- Bruges, musée Groeninge.
- Nimègue, Museum Het Valkhof.
- Paris, Département des estampes et de la photographie de la Bibliothèque nationale de France.
- Paris, Musée d'art moderne.
- Paris, musée du Louvre département des Arts graphiques : Le peintre Ker-Xavier Roussel (dessin, 1926)[9].
- Pont Aven
- Quimper, musée des Beaux-Arts, vingt-quatre dessins et huit estampes, don de la fille du peintre, 2007
- Quimper, musée départemental breton
- Varsovie, musée national de Varsovie : Vue de la chapelle Notre-Dame-de-la-Joie et son calvaire, 1910, estampe[10].
- Washington, National Gallery of Art.

### Publications
- Dix peintres du XXe siècle, album d'estampes préface par Arsène Alexandre, avec dix gravures de Émile Bernard, Maurice Denis, Georges d'Espagnat, Paule Gobillard, Maximilien Luce, George-Daniel de Monfreid, Ker-Xavier Roussel, Paul Signac, Alexandre Urbain, Louis Valtat, Paris, G. R. Michel, 1927.
- [partition] Brises d'avril, poème d'André Le Quesne, musique de Georges Petit, éd J. Hamelle, s.d.

## Élèves
- Élisabeth Krouglikoff